# Elaphria darpa
Elaphria darpa är en fjärilsart som beskrevs av Druce 1898. Elaphria darpa ingår i släktet Elaphria och familjen nattflyn. Inga underarter finns listade i Catalogue of Life.